# Exastinion clovisi
Exastinion clovisi är en tvåvingeart som först beskrevs av Pessoa och Guimaraes 1937.  Exastinion clovisi ingår i släktet Exastinion och familjen lusflugor. Inga underarter finns listade i Catalogue of Life.